# مسجد ریحان
مسجد ریحان مربوط به دوره صفوی است و در مراغه، خیابان اوحدی، کوچه مسجد ریحان واقع شده و این اثر در تاریخ ۲۴ تیر ۱۳۸۲ با شمارهٔ ثبت ۹۱۸۶ به‌عنوان یکی از آثار ملی ایران به ثبت رسیده است.